# Palaeorhynchidae
De Palaeorhynchidae zijn een familie van uitgestorven straalvinnige beenvissen uit de orde Istiophoriformes. Ze verschenen 53 miljoen jaar geleden in het Vroeg-Eoceen en kwamen tot veertien miljoen jaar geleden voor, tot in het Midden-Mioceen. Fossielen zijn gevonden in tal van Europese landen en in de Verenigde Staten.

## Naamgeving
De familie werd in 1818 benoemd door Henri Marie Ducrotay de Blainville.

## Kenmerken
De verschillende geslachten en soorten van de Palaeorhynchidae waren middelgrote vissen met een zeer slanke, langwerpige vorm. Het lichaam was tien tot twaalf keer zo lang als het hoog was. Het aantal wervels was vijfenveertig tot zestig. De maximale lengtes van de kleinere geslachten Homorhynchus en Palaeorhynchus was zestig tot iets meer dan tachtig centimeter. Pseudotetrapturus werd tot vier meter lang. De kop van de Palaeorhynchidae was smal, de ogen groot. Beide kaken waren langwerpig, met de bovenkaak langer (Homorhynchus) of even lang (Palaeorhynchus en Pseudotetrapturus) als de onderkaak. De rug- en anaalvinnen waren lang en strekten zich als een naad uit over het grootste deel van de romp. Het aantal rugvinstralen was minstens gelijk aan het aantal wervels en soms tot twee keer zo hoog. De staartvin was halvemaanvormig of gevorkt. De schubben kunnen groot of klein zijn.

## Geslachten
- Homorhynchus van Beneden, 1873
- Palaeorhynchus Blainville, 1818
- Pseudotetrapturus Danilchenko, 1960
- Aglyptorhynchus Casier, 1966, (de toewijzing is twijfelachtig; ze worden alternatief in de familie Blochiidae geplaatst)

Binnen de vier geslachten zijn tot nu toe 22 soorten beschreven.